# Anton Trochta
Anton Trochta (* 6. října 1934) je bývalý slovenský fotbalista, záložník.

## Fotbalová kariéra
V československé lize hrál za Slovan Bratislava. Nastoupil ve 41 ligových utkáních a dal 1 ligový gól.

## Ligová bilance
| Ročník                                   | Zápasy | Góly | Klub              |
| ---------------------------------------- | ------ | ---- | ----------------- |
| 1. československá fotbalová liga 1959/60 | 19     | 0    | Slovan Bratislava |
| 1. československá fotbalová liga 1960/61 | 20     | 1    | Slovan Bratislava |
| 1. československá fotbalová liga 1961/62 | 2      | 0    | Slovan Bratislava |
| CELKEM                                   | 41     | 1    |                   |